# Ciran
 Ciran  es una población y comuna francesa, situada en la región de  Centro, departamento de Indre y Loira, en el distrito de Loches y cantón de Ligueil.

## Demografía
| 488 | 533 | 527 | 504 | 612 | 622 | 603 | 607 | 573 | 606 | 610 | 623 | 582 | 580 | 564 | 571 | 560 | 584 | 595 | 614 | 520 | 512 | 521 | 505 | 467 | 481 | 437 | 396 | 335 | 293 | 347 | 364 |
| Para los censos de 1962 a 1999 la población legal corresponde a la población sin duplicidades (Fuente: INSEE [Consultar]) |     |     |     |     |     |     |     |     |     |     |     |     |     |     |     |     |     |     |     |     |     |     |     |     |     |     |     |     |     |     |     |